# セーフガードに関する協定
セーフガードに関する協定（セーフガードにかんするきょうてい、Agreement on Safeguards、通称セーフガード協定）は、 ウルグアイラウンドにおけるセーフガード関する交渉の結果として、1995年に世界貿易機関を設立するマラケシュ協定（WTO設立協定）に包含された条約である。日本法においては、国会承認を経た「条約」であるWTO設立協定（日本国政府による法令番号は、平成6年条約第15号）の一部として扱われる。

## 概要
セーフガード協定は、WTO協定の附属書1Aに属する一括受託協定である。
各国がGATT交渉や二国間協定で関税の引下げや輸入制限の撤廃等の貿易自由化を行った結果、あるいは予期しなかった状況の変化で、ある産品の輸入が急増し、輸入品と競合する国内産業に損害が生じることがある。このような場合、GATT第19条（特定の産品の輸入に対する緊急措置）は一時的に国内産業を保護する措置をとることできると規定しており、このような規定を一般にセーフガード条項、またはエスケープクローズ条項と呼んでいる。
GATT第19条は、そのような状況において「損害を防止し又は救済するために必要な限度及び期間において、その義務（引用者注：GATTの定める義務）の全部若しくは一部を停止し、又はその譲許を撤回し、若しくは修正することができる」としている。具体的にはその産品の譲許税率を引上げたりその産品について輸入数量制限を設けることができる。しかしGATT第19条は基本的な事項を定めるだけである。実際の発動において問題になる損害の客観的な認定基準、発動期間の具体的な制限、選択的な発動（即ち特定の輸出国から産品にのみ発動できるか）が明確でない等の問題があった。
また発動する側からみた場合、いくつかの困難な条件（例えば対抗措置が発動される可能性がある）があること、さらに輸出入国がより穏やかな措置をとる場合があっても、GATT第19条は輸入国のとるべき措置を限定している規定である等の問題点があり、特に1970年以降において各国間での輸出自主規制等のいわゆる灰色措置の多くとられる遠因ともなり、GATTの空洞化との指摘がされるようになった。
このような状況を受けて1973年に開始された東京ラウンド交渉においてセーフガードの問題も交渉対象となり、
1. 発動要件の明確化（「重大な損害」の定義等）
2. セーフガードの条件（特に、漸進的緩和の義務付け、最長期間の設定，産業の調整の義務付け）
3. 対抗措置への制限
4. 選択的適用（特定輸出国のみを村象としたセーフガード措置の発動）の可否
5. 通報・協議及び国際的監視機能の確立

等について交渉がなされた。しかし、各国の意見、最大の対立点であった選択的適用の問題を中心に、とりわけ欧州諸共同体(EC)諸国と開発途上国の意見尾隔たりは大きく、合意を得ることはできなかった。
東京ラウンドの終了後も、通常のGATTの会議の場等で議論が行われたものの、灰色措置に対する規制の強化または廃止を主張する開発途上国側と、これを現実を無視した議論とするECが対立するなどして具体的な進展はなかった。
1986年9月にウルグアイ・ラウンド交渉において、このような状況を踏まえセーフガードも交渉対象とされた。
最終的に合意がされた協定の主要論点についての概要は次のとおりである。
1.協定の適用範囲（第1条、第11条）
交渉時において、開発途上国の一部から、国内産業に対する調整措置を含めるべきとの主張があったが、協定は、GATT第19条に基づく措置のみを対象とすることとした。
また、附属書1Aの他の協定で認めている特殊なセーフガード措置、具体的には繊維協定に基づく、経過期間における経過的セーフガード措置及び農業協定に基づく特別セーフガード措置は対象としない。
2.セーフガード措置の発動条件、発動手続（第2条 - 第4条）
セーフガード措置は、「自国の領域内における同種の産品又は直接的競争産品の国内生産者に重大な損害を与え又は与えるおそれがあるような増加した数量で、及びそのような条件で、自国の領域内に輸入されているとき」に発動されることになっている（GATT第19条）。この発動要件である「重大な損害」および「重大な損害のおそれ」の判定方法並びに「国内生産者」の定義等について明確な規定がないことがともすると懇意的な発動を招いたという反省から，これらの用語について具体的な判定方法が明確化された。
また、手続的側面からも公正な損害認定が行われるようにするため、各国が国内で実施する調査手続を予め策定し，公表しておくべきこと，また個々の調査においては輸入者，輸出者その他の利害関係者が自己の意見を提出することができる機会を有すること，その調査結果についても公表すべきこと等も新たに規定した。
3.セーフガード措置適用の要件（第5条 - 第7条、第10条）
セーフガード条項を適用する場合の措置としては，GATT第19条は前記の通り「損害を防止し又は救済するために必要な限度及び期間において、その義務の全部若しくは一部を停止し、又はその譲許を撤回し、若しくは修正することができる」としているものの、具体的にとり得る措置についての種類，発動期間，措置の程度等が必ずしも明確でないという問題が指摘されていた。
第19条は，関税譲許の修正。撤回以外の具体的内容については、「（GATT上の）義務の全部又は一部を停止」とするのみで、明記していない。しかし、これまでGATT第19条の下でとられた措置はおおむね関税措置および輸入数量制限措置に大別される。また、関税措置の類型として関税割当制度を適用した事例もあった。関税措置と輸入数量制限措置のいずれを優先して適用すべきかについて議論された。GATTの基本的な哲学からすれば関税措置であるが、自由貿易の例外措置であるセーフガード措置についてどこまでこの哲学を維持するかが問題となり、交渉の結果、本格的なセーフガード措置をとる前に特に緊急の必要により暫定措置をとる場合には，関税措置に限定すべきであることで合意がされた。
これまでにいくつかの国で発動されたセーフガード措置が長年にわたって適用されていたケースが見られたため，セーフガード措置に一定の期間制限を設定することについて異論はなかったが，具体的な期間をめぐり種々議論があった。結局、セーフガード措置適用の当初期間は最長4年、延長しても最長8年、暫定的セーフガード措置については最長200日と規定された。
また、1年以上の期間セーフガード措置を適用する場合には，漸進的に措置を緩和すべきこと、および3年を超える措置については中間時点以前における見直しを行うべきこととされた。
このほか，セーフガード措置を同一産品について再びとる場合には一定の期間を経なければならないとされた。さらに、WTO協定発効前からある既存のセーフガード措置は一定期間後までに撤廃されることとなった。
セーフガード措置を発動する場合、その措置によって輸入から保護されることになる国内産業に対する構造調整の義務の点については、まずセーフガード措置は「調整を容易にするために必要な限度及び期間においてのみ」とるべきであるとの基本的な考え方を導入し、措置を延長するための条件として、関係産業が調整を行っているとの証拠が存在する旨が決定される必要があるとの規定も導入すると合意された。
4.選択的適用の可否（第5条2、第9条1）
交渉においては，当初よりECがセーフガードの選択的適用を認めるべきと強く主張したが，これに対し日本を含む多くの国が反対していた．最終的には、貿易交渉委員会のダンケル議長の折衷案として、輸入数量制限の形でセーフガード措置がとられてその数量が国別に割り当てられる場合には、無差別待遇の原則から逸脱することができる、との規定が導入された。
この新規定のことを“quota modulation”（国別割当の調整）と呼んでおり，この規定は，ある加盟国からの輸入が代表的な期間における関係産品の輸入の総増加量に対して均衡を失する比率で増加したこと等一定条件を満たしている場合に，セーフガード委員会での協議を経て発動することができることとなっている。
またこれとは別に、輸入量が僅少な開発途上国からの輸入は適用除外とすること合意された。
5.対抗措置の発動権の一時停止（第8条3）
GATT第19条は、関係国の同意なしにセーフガード措置を発動を認めるが、この場合には措置によって悪影響を受ける国は対抗措置を発動できるとしている。この対抗措置があるために，輸入国としては，セーフガード措置の発動がしにくく、灰色措置等へ回避せざるを得なかったとの意見もあった。
このような背景を踏まえ，3年以下の期間のセーフガード措置（ただし，輸入の絶対量の増加の結果とられるものに限る）については、対抗措置発動の権利を停止すると合意された。この規定は，セーフガード措置の発動の従来より容易にするものであるが、アメリカが灰色措置撤廃の見返りとして導入することを要求したものであると言われている。
6.灰色措置の扱い（第11条）
灰色措置はGATT上の位置付けが必ずしも明確でない措置であり、多くの国はこの禁止または規律の強化を主張していた。これに対し、ECは選択的適用（または国別割当の調整）が認められないまま灰色措置を規制するのは現実的ではないとの立場をとり、またアメリカも灰色措置は好ましくはないが禁止するためにはセーフガードを使い易くすることが重要との立場をとった。最終的にはWTO協定発効後4年以内に撤廃等の措置がとられることとなった。
7.通報・協議及び国際的監視機能の確立（第12条 - 第14条）
セーフガードに関する委員会が設置され、各加盟国は、法令の通報、発動した措置の通報等を行い、委員会が措置の発動状況の監視を行うことになった。
日本においてはセーフガード措置の発動は、関税措置の場合は関税定率法第9条及び緊急関税に関する政令、輸入数量制限は外国為替及び外国貿易法、輸入貿易管理令、貨物の輸入の増加に際しての緊急の措置等に関する規程（1994年通商産業省告示第715号）に基づき行われている。
なお、調査手続きは、法令上は関税措置と輸入数量制限とは別個であるが、「緊急関税等に関する手続等についてのガイドライン」および「貨物の輸入の増加に際しての緊急の措置に関する手続等についてのガイドライン」により統一的・一体的に開始し、終了するとなっている。